# Ignatius Gottfried Kaim
Ignatius Gottfried Kaim (1746-1778) foi químico e mineralogista austríaco.  Através de uma série de experimentos realizados em Viena, em 1770, ele descobriu o manganês, da mesma forma como fizera Johan Glauber (1604-1670) ao descobrir que o dióxido de manganês podia se converter em permanganato, reagente químico muito usado em laboratórios.

## A descoberta do manganês
Em sua dissertação De metallis dubiis, obra que foi publicada em 1770, e que teve grande difusão, Kaim descreve o processo de redução da pirolusita ou Dióxido de Manganês (MnO2) usando carbono e a formação de um metal quebradiço a quem chamou manganês.  Esta é a primeira descrição do metal manganês muitos anos antes da síntese mais conhecida de Johan Gottlieb Gahn, em 1774, ou das descrições de Torbern Olof Bergmann (1735-1784) em 1781 ou dos experimentos feitos por Johann Christoph Ilsemann em 1782.  Conta-se que o metal foi encontrado no estado nativo pelo naturalista francês De la Peyrouse, em uma mina de ferro, na cidade de Sem, no condado de Foix, na França.
A descoberta de Kaim foi confirmada em 1774 em razão dos estudos do químico sueco Carl Wilhelm Scheele (1742-1786) que descobriu o cloro graças à reação do MnO2 com uma mistura de Ácido Sulfúrico e cloreto de sódio.  Essa experiência resultou na primeira e grande aplicação do uso do manganês: a produção do cloro e de soluções alvejantes com atividade bactericida.  Scheele e outros cientistas de sua época acreditavam que aqueles óxidos continham um elemento desconhecido.  A primeira evidência dessa descoberta data de 1770, quando o austríaco Ignatius Gottfried Kaim (1746-1778) em sua dissertação intitulada De metallis dubiis, descreveu a reação do MnO2 com carbono.  Em 1774, Johan Gottlieb Gahn (1745-1818) repetiu essencialmente o processo de Kaim, descrevendo o experimento e seus resultados com mais detalhes.  Em um cadinho ele colocou MnO2, óleo e carvão, cobriu o conjunto e aqueceu.  Ao abrir o conjunto, ele viu uma massa metálica que lembrava o ferro.  Tratava-se do manganês.

## Obra
- De metallis dubiis, onde descreve suas experiências com a pirolusita, levando-o à descoberta do novo metal, o manganês.